# ریمند هاید
 ریمند هاید (انگلیسی: Raymond Hide؛ زاده ۱۷ مه ۱۹۲۹) یک فیزیک‌دان اهل بریتانیا است.